# ليلة لا تنسى (فلم 1958)
ليلة لا تنسى (بالإنجليزية: A Night To Remember) هو فيلم أمريكي دراما رومانسي، أُنتج عام 1957، من إخراج ليو مكاري، وبطولة كاري جرانت وديبورا كير.

## القصة
نيكي، محتال أوروبي دولي، يسافر إلى نيويورك للقاء خطيبته الثرية، بينما تبحر تيري، مغنية سابقة في نادٍ ليلي، إلى نفس الوجهة للانضمام إلى خطيبها. يلتقي الاثنان خلال الرحلة الطويلة على متن السفينة، وتنشأ بينهما قصة حب عميقة. يقرران الالتقاء مجددًا على سطح مبنى إمباير ستيت بعد ستة أشهر، ولكن بشرط أن يكون كل منهما قد غير حياته للأفضل.

## طاقم العمل
- ليو مكاري (مخرج)
- دلمير دافيس (مؤلف)

- كاري جرانت
- ديبورا كير
- نيفا باترسون
- ريتشارد ديننج
- كاثلين نيسبيت
- دوروثي آدامز